# Agabus granulatus
Agabus granulatus là một loài bọ cánh cứng trong họ Bọ nước. Loài này được Falkenström miêu tả khoa học năm 1936.